# Parastasia hainanensis
Parastasia hainanensis är en skalbaggsart som beskrevs av Yuiti Wada 2009. Parastasia hainanensis ingår i släktet Parastasia och familjen Rutelidae. Inga underarter finns listade i Catalogue of Life.